# Église Saint-Nicolas de Beyrouth

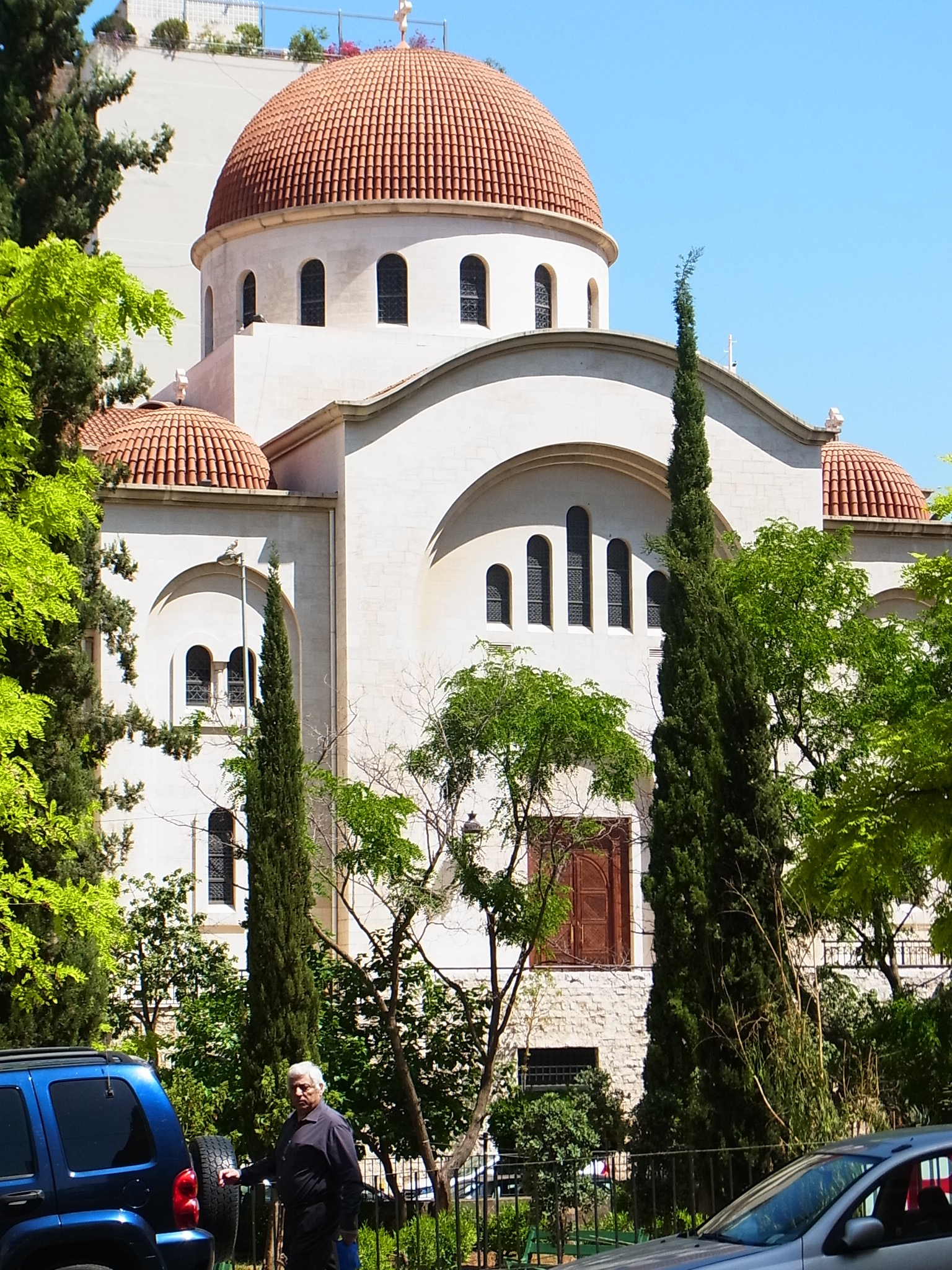
Vue de l'église.

L'église Saint-Nicolas est une église grecque-orthodoxe du quartier de Rmeil au nord d'Achrafieh à Beyrouth, capitale du Liban. Consacrée à saint Nicolas, elle dépend de l'archidiocèse grec-orthodoxe de Beyrouth du Patriarcat orthodoxe d'Antioche et a donné son nom au secteur environnant (Mar Nicolas). Le jardin Saint-Nicolas se trouve en face.

## Histoire et description

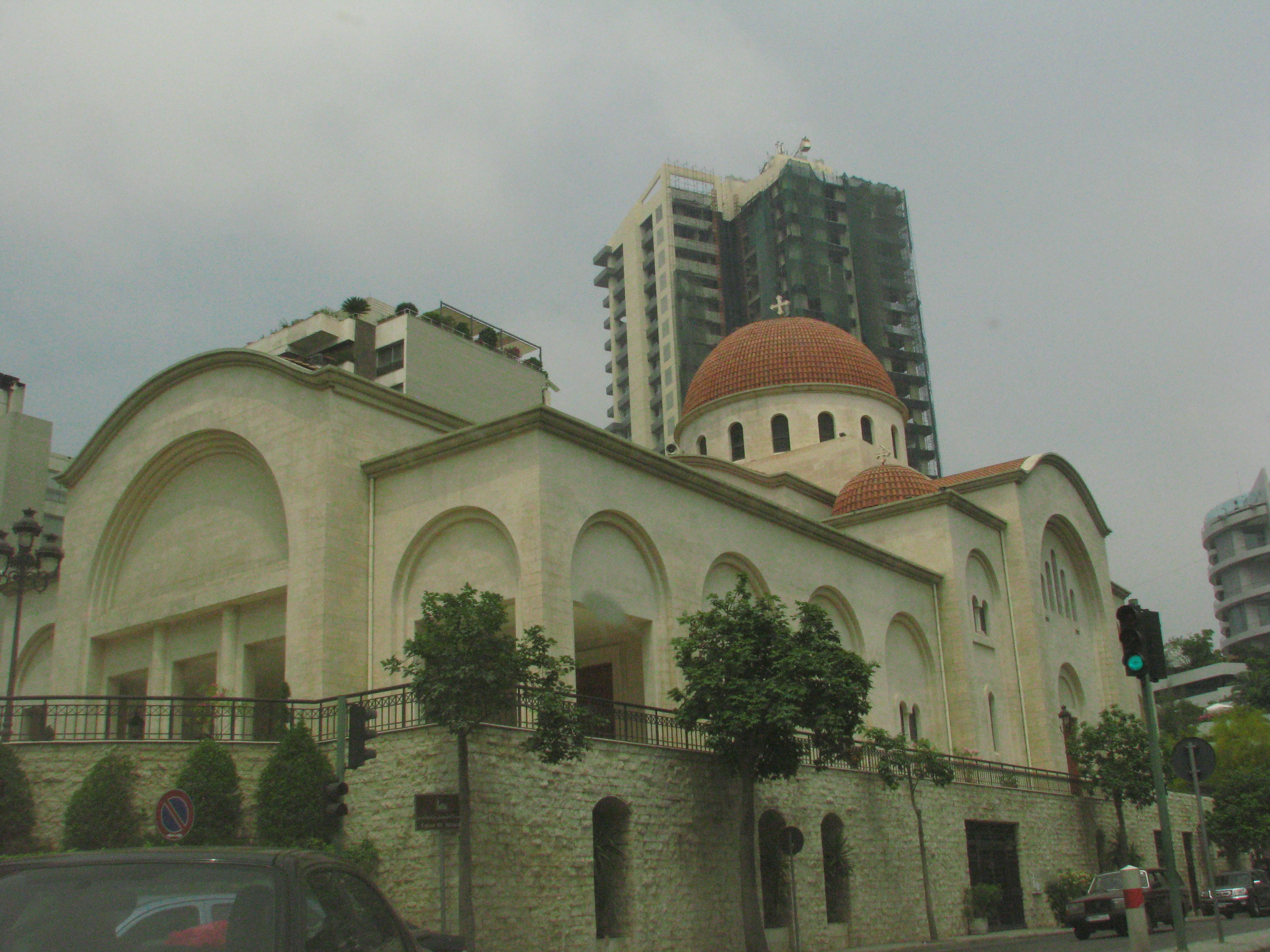
Vue de côté.

L'église a été construite en 1876 et a donné son nom à la rue Saint-Nicolas et au quartier Saint-Nicolas. Elle de style néobyzantin surmontée d'une coupole. L'église a été fortement endommagée pendant la guerre de 1975-1990.
Le 14 avril 1991, le métropolite de Beyrouth, Mgr Elias Audi, bénit le début des travaux de reconstruction. L'église comprend deux édifices, celle du rez-de-chaussée qui est la réplique de l'ancienne église tandis que l'autre est plus grande. Son iconostase en marbre est remarquable et l'intérieur présente  de belles icônes byzantines.